# رازبورای دلقک
رازبورای دلقک با نام علمی Rasbora kalochroma گونه ای از پرتوبالگان از تیره رازبورا است. این رازبورا با رازبورای (Harlequin Rasbora) که آن گونه هم به نام رازبورای دلقک شناخته شده است، متفاوت است. 